# 洛施密特悖论

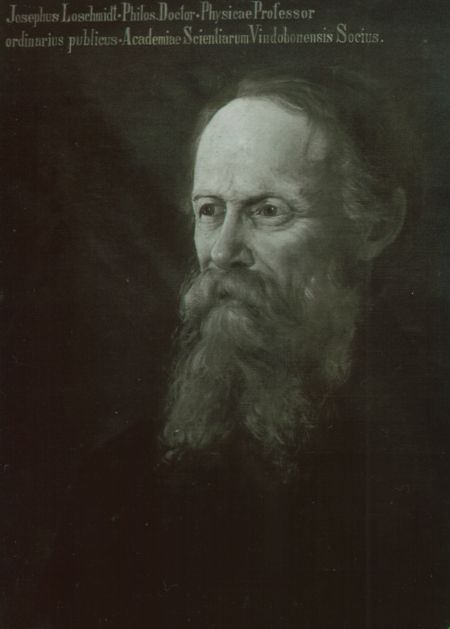
約翰·洛施密特

洛施密特悖论（Loschmidt's paradox），又称可反演性悖论，是一個以奥地利科学家洛施密特命名的物理學悖論。其指出如果对符合具有时间反演性的动力学规律的微观粒子进行反演，那么系统将产生熵减的结果，这是明显有悖于熵增加原理的。
针对这一悖论，玻尔兹曼提出：熵增过程确实并非一个单调过程，但对于一个宏观系统，熵增出现要比熵减出现的概率要大得多；即使达到热平衡，熵也会围绕着其最大值出现一定的涨落，且幅度越大的涨落出现概率越小。:p.196现在已有的一些实验结果，与玻尔兹曼的叙述基本相符。